# São Pedro da Água Branca
São Pedro da Água Branca is een gemeente in de Braziliaanse deelstaat Maranhão. De gemeente telt 11.481 inwoners (schatting 2009).